# Biotic Baking Brigade
Die Biotic Baking Brigade (abgekürzt BBB, auch Pâtissiers sans Frontières, deutsch „Zuckerbäcker ohne Grenzen“) ist eine internationale Polit-Gruppe, die sich zum Ziel gemacht hat, hochstehende Personen aus Politik und Finanzwelt, (seltener) aus Sport und Kunst, mit Torten zu bewerfen (Tortung). Zu ihren Opfern zählen bisher unter anderem San Franciscos Bürgermeister Willie Brown, der Ökonom Milton Friedman, Hilmar Kabas von der FPÖ (Österreich), der US-amerikanischen Unternehmer Bill Gates, und der CEO von Monsanto Robert Shapiro.
Durch das Bewerfen von Prominenten sollen die Opfer der BBB lächerlich gemacht werden. Nach Angaben der BBB sollen sie auf eine gewissermaßen normale menschliche Ebene zurückgeholt werden, um zu zeigen, dass sie mit einer Torte etwa so wirken wie der Kaiser ohne Kleid.
Die Ideen dieser Aktionen scheinen teilweise von Sympathisanten der BBB nachgeahmt zu werden. Ein bekanntes Motto ist: „Torte statt Worte“.
Kritiker werfen der BBB mangelnde intellektuelle Reife in der politischen und gesellschaftlichen Auseinandersetzung vor. Außerdem scheinen die Tortungen gelegentlich auch einfach Racheakte für politisch unliebsame Entscheidungen der entsprechenden Personen oder für ihre grundsätzliche politische Haltung zu sein.

## Publikationen
- Pie Any Means Necessary: The Biotic Baking Brigade Cookbook. AK Press 2004, ISBN 190259388X

## Videodokumentationen
- A. Mark Liiv, Jeff Taylor: The Pie's the Limit. Whispered Media, 1999